# 밀양 김씨
밀양 김씨(密陽金氏)는 경상남도 밀양시를 본관(관향)으로 하는 한국의 성씨이다.

## 역사
시조 김승조(金承祖)는 신라 경순왕 김부(新羅 敬順王 金傅)의 후예로 고려 시대 고종 때 문하부 사직(門下府 司直)을 지냈다. 원종 시대였던 1272년(원종 13년) 김방경(金方慶)의 막하장이 되어 삼별초의 난을 평정하는데 공을 세워 밀성군(密城君, 참고로 밀성(密城)은 밀양의 고호.)에 봉해져 후손들이 본관을 밀양(密陽)으로 하였다.
시조(김승조)의 아들 김혁(金赫)은 충렬왕 시대에 문하부 문하찬성사(門下府 門下贊成事)를 지내고, 손자(김혁(金赫)의 아들)인 김희천(金禧天)은 충선왕 복위 시대 초기 때에서부터 문하부 검열(門下府 檢閱)과, 충숙왕 복위 시대 중기 때 북계 서북면 강서 판관(北界 西北面 江西 判官) 등을 거쳐 충숙왕 복위 시대 말기 때 병부사(兵部事)에 올라 가문을 빛냈다.
후손 김광석(金廣碩)은 조선 태종 때 경상도 밀양부사를 지내고 또한 그에 아울러 평안남도 순천 및 개천파(介川派)와 함경북도 경원파(慶源派)의 파조가 되었다.

## 본관
밀양(密陽)은 경상남도 밀양시(慶尙南道 密陽市)를 뜻한다.

## 인물

### 조선시대
- 김봉욱(金鳳郁) : 영조(英祖) 47년(1771) 식년시(式年試) 병과(丙科) 합격
- 김태일(金台一) : 영조(英祖) 32년(1756) 식년시(式年試) 병과(丙科) 합격
- 김성진(金成珍) : 정조(正祖) 13년(1789) 식년시(式年試) 병과(丙科) 합격
- 김종환(金宗瑍) : 헌종(憲宗) 12년(1846) 식년시(式年試) 병과(丙科) 합격

### 일제강점기시대 말기
- 김동렬(金棟列, 1926년 ~ 2008년) - 항일 독립운동가 출신으로 통일민주당 당무위원 등을 역임.